# 皇家軍隊與軍事史博物館

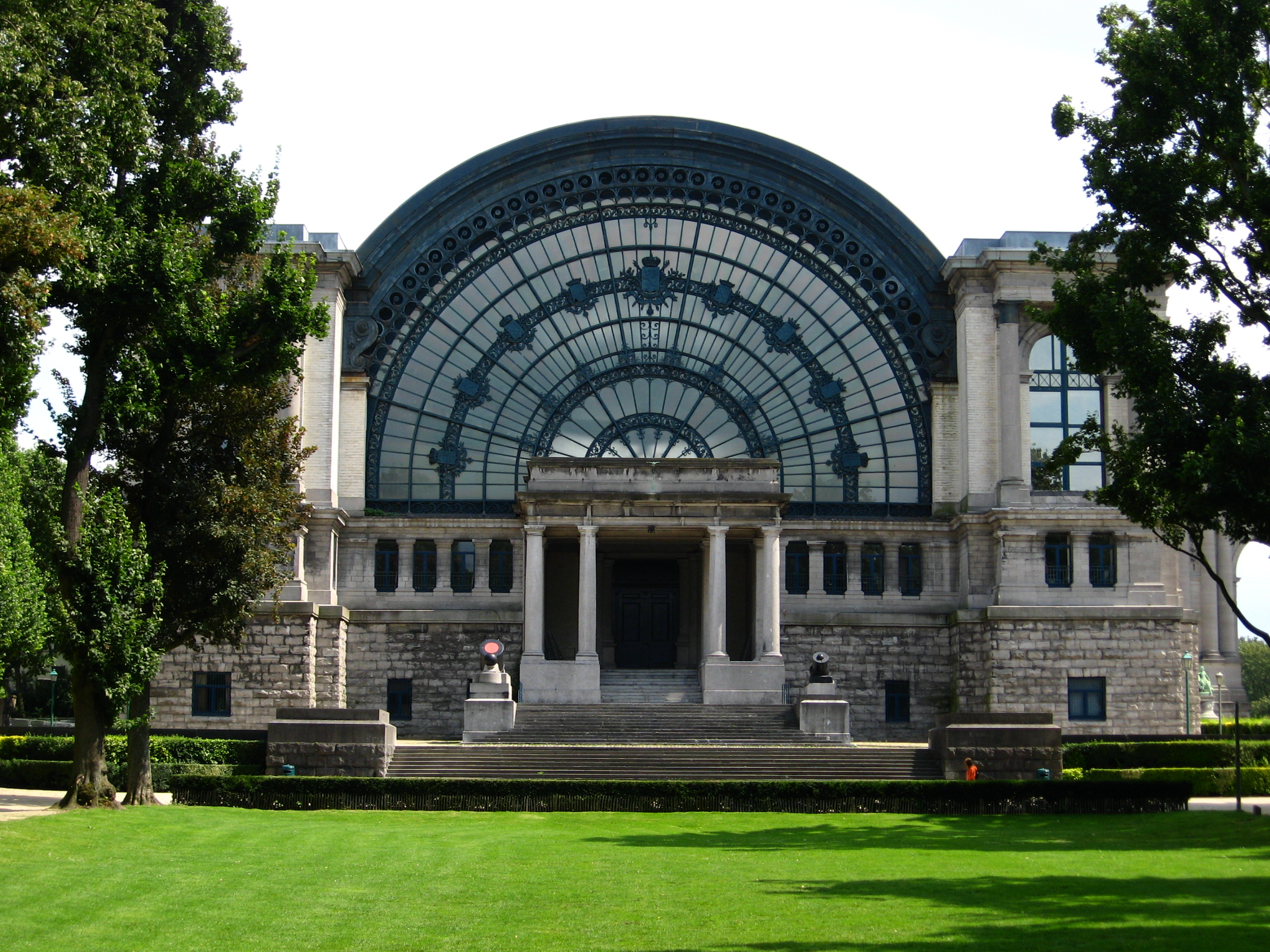
北博尔迪奥厅的入口

皇家軍隊与军事史博物馆（法語：Musée royal de l'armée et de l'histoire militaire；荷蘭語：， 简称皇家军事博物馆（法語：Musée royal de l'Armée，MRA,KLM），是位於比利时的一個博物館，位於布鲁塞尔五十周年纪念公园的历史综合楼最北部两厅。

## 建筑
1875年，比利时建筑师热代翁·博尔迪奥建议在公民卫队的古练兵场上建房。
公园最终于1888年设计建在近郊埃特贝克，其被命名为“五十周年纪念公园”，以纪念五十年前比利时在此附近宣告独立。
但是由于缺乏资金，建筑的兴建自1890年起搁置，直至这位建筑师在1904年去世。1905年，在国王利奥波德二世的委托下，该工程重新開展，由建筑师夏尔·吉罗负责指挥，以调整过的设计为蓝本。规划中的凯旋门尺寸大幅增加，以达到国王的期望。该公园实际上是法律街（Rue de la Loi/Wetstraat）的延伸，后者是自王宫前的布鲁塞尔公园后身起始的。
1946年，一场大火烧毁了该建筑的南翼。

## 历史
在1910年的展览上，军史館部分对公众开放并获得极大的赞誉。
鉴于公众的热情，当局在第一次世界大战前极度紧张的国际背景下建立了一座军队博物馆。该馆最初设在康布尔修道院，后于1923年迁至五十周年纪念公园。

## 馆藏
最初该馆拥有官员路易·勒孔特（Louis Leconte）收集的大约900件藏品。路易·勒孔特特别在德国1918年遗弃的装备中进行了遴选。后来通过遗赠、赠送及交换，该馆藏品得到极大丰富。
如今，该馆拥有世界各国在各年代的制服、武器、交通工具及军事装备。
近年来的发展：
- 1980年开放Blindés（盾）部分
- 1986年盔甲从哈勒门博物馆迁入
- 1996年开放Marine（海）部分

### 航空厅
热代翁·博尔迪奥建造的北厅自1972年以来由航空厅占据，Air et Espace正是在1972年建立。

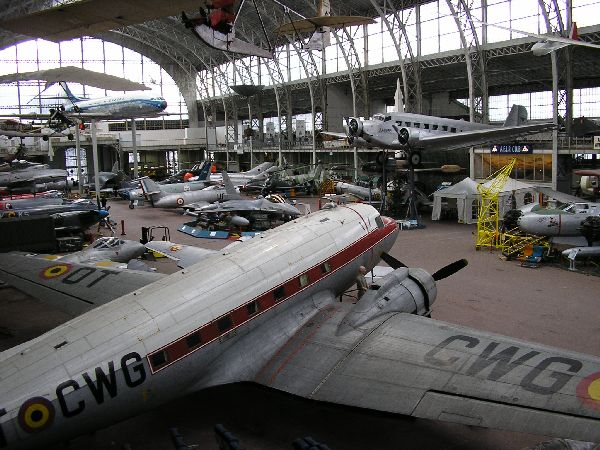
北厅的常設航空展

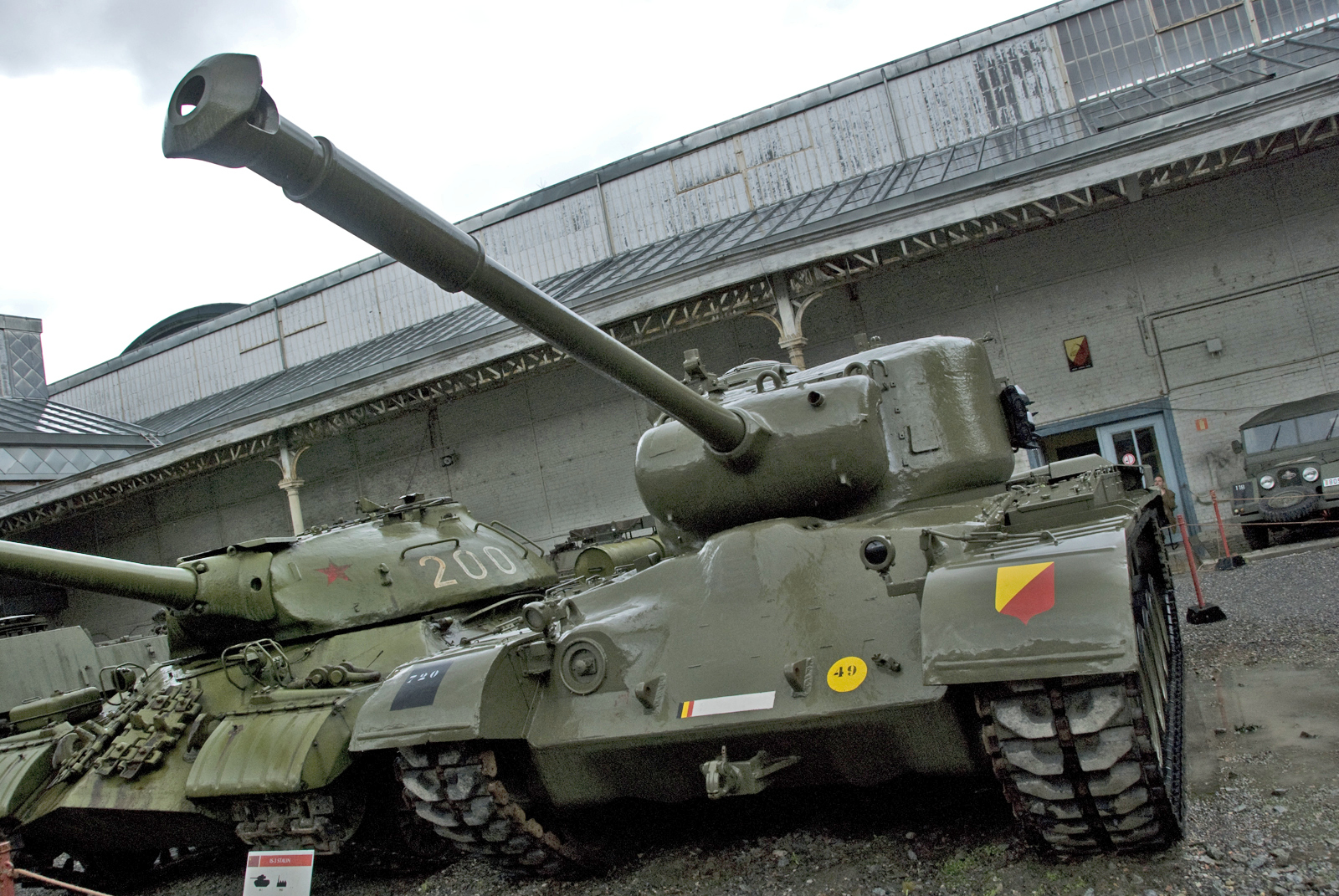
M26潘興坦克

该厅藏品包括各种航空器，其中有些的历史可以追溯到20世纪初。该厅藏品之丰富，在世界上数一数二。